# 출동 6mm 현장속으로
《출동 6mm 현장속으로》는 매주 토요일 오전에 MBC TV에서 방송된 시사교양 정보 프로그램이다.

## 프로그램 소개
- 6mm 카메라를 통해 보는 우리들의 생생한 이야기 들 신속하고 생생한 취재로 세상 속에 숨겨진 이야기를 찾아 소개하는 다큐멘터리 상식 이면의 세계, 주류 카메라의 포커스에서는 조금 벗어나 있는 현장, 아웃사이더들의 삶 이러한 것들이 이 프로그램의 소재이며 현장의 분위기와 거기에 속한 사람들의 목소리를 최대한 생생하게 전달해드릴 것입니다

## 방송 시간
| 방송 채널 | 방송 기간                          | 방송 시간                              | 방송 분량 |
| --------- | ---------------------------------- | -------------------------------------- | --------- |
| MBC TV    | 2001년 9월 1일 ~ 2001년 11월 3일   | 매주 토요일 오전 10시 35분 ~ 11시 15분 | 40분      |
| MBC TV    | 2001년 11월 10일 ~ 2002년 3월 30일 | 매주 토요일 오전 10시 25분 ~ 11시 15분 | 50분      |
| MBC TV    | 2002년 4월 6일 ~ 2002년 10월 19일  | 매주 토요일 오전 8시 ~ 9시             | 1시간     |

## 진행자
- 정혜정 前 MBC 아나운서